# Брозиг, Мориц
Мориц Брозиг (нем. Moritz Brosig; 15 октября 1815, Верхняя Силезия — 24 января 1887, Бреслау)  — немецкий музыкант-органист и композитор.

## Биография
Воспитывался в Бреславльской гимназии, где им руководил в музыкальных занятиях талантливый соборный органист Франц Вольф. После смерти последнего в 1842 г. Брозиг поступил на его место обер-органистом в кафедральный собор. Позднее, после смерти соборного капельмейстера Б. Гана в 1852 г., он получил его место. С 1871 г. был доцентом музыки в университете Бреслау.
Как композитор Брозиг обратил на себя особенное внимание сочинениями для своего инструмента, написав ряд произведений церковной музыки, с сопровождением оркестра и без него. В общей сложности он сочинил около 30 тетрадей органных пьес, семь месс с оркестром, пятиголосную мессу с органом, хоральную мессу, свыше 30 градуалов и офферторий, два тома вечерен, тетрадь песен и несколько пьес для виолончели и скрипки с фортепиано. Им изданы также книга хоралов и учебник гармонии.